# Giuseppe Longato
Giuseppe Longato (Padova, 1922 – Padova, 30 gennaio 2006) è stato un imprenditore e dirigente sportivo italiano.
Figlio di un falegname, fu industriale del mobile. La sua azienda, la Longato arredamenti, fu tra le prime a realizzare i cosiddetti mobili componibili. La sua azienda fu tra le pioniere a realizzare i pezzi di design in serie utilizzando avanzatissime tecniche di iniezione e stampaggio. Questi oggetti seguivano lo stile space-age in voga negli anni settanta ed erano disegnati da importanti designers quali l'architetto Marcello Siard e Mario Viezzoli.
Fu presidente e fondatore della società per azioni Aurunca Litora che edificò le località turistiche di Baia Domizia e della parte di Bibione detta "Pineda".
Presidente dal 1965 al 1973 della squadra di rugby Petrarca Rugby di Padova anni nei quali portò la squadra bianconera ai primi quattro scudetti.